# Календар чучхе
Календа́р чучхе́ — літочислення в КНДР, що використовувалося з 1997 по 2024. За точку відліку в календарі чучхе береться рік народження Кім Ір Сена — 1912 рік приймається за перший. Нульового року в календарі чучхе немає. При написанні дат у КНДР використовуються обидва літочислення спільно, а саме в такій формі: «16 березня Чучхе 100 (2011)». Календар було запроваджено в 1997, через три роки після смерті Кім Ір Сен. Повідомлялося, що станом на жовтень 2024 календар більше не використовується, надавши перевагу грегоріанському календарю.

## Історія
Календар запозичує елементи з двох історичних календарів, що використовуються в Кореї: традиційної системи корейських назв епох і григоріанського календаря, в якому роки прив'язані до традиційного народження Ісуса Христа. На відміну від цих двох, календар чучхе починається з дня народження засновника Корейської Народно-Демократичної Республіки Кім Ір Сена.
Указ про календар чучхе був прийнятий 8 липня 1997 року, в третю річницю смерті Кім Ір Сена. Цим же указом день народження Кім Ір Сена був визначений як День Сонця. Рік народження Кім Ір Сена, 1912 за григоріанським календарем, став «Чучхе 1» в календарі чучхе.
Календар почали запроваджувати 9 вересня 1997 року, в День заснування Республіки. З цього дня газети, інформаційні агентства, радіостанції, громадський транспорт та свідоцтва про народження почали використовувати роки Чучхе. Грегоріанський календар використовувався разом із календарем чучхе до 2022. У жовтні 2024, Північна Корея почала відмовлятися від використання календаря чучхе. 13 жовтня 2024 «Родон Сінмун» перестала використовувати календар, надавши перевагу використання лише грегоріанського календаря. Нові офіційні календарі для 2025, що вийшли 1 січня, були першими за десятиліття, які не показували рік чучхе, натомість замівши те, що мало бути Чучхе 114, на 2025. Припускається, що відмова від календаря чучхе направлена на зменшення культу особистості навколо засновника Північної Кореї, Кім Ір Сена, з метою підсилити її в Кім Чен Ина.

## Використання
Рік 1912 є «Чучхе 1» в календарі чучхе. У ньому немає років «до Чучхе»; роки до 1912 записуються лише за грегоріанським календарем. Діапазон років, що починається до 1912 та закінчуються після нього також подаються лише за грегоріанським календарем
Будь-які інші роки після 1912 будуть вказані або лише в роках чучхе, або в роках чучхе і відповідному році в грегоріанському календарі в дужках. У матеріалах, що стосуються інших країн, «Ера Чучхе та Наша Ера можуть використовуватися на принципах незалежності, рівності та взаємності».
Протягом періоду використання системи між 1997 та 2024, календар чучхе був популярним сувеніром серед туристів, що відвідували Північну Корею.

## Приклади
| Рік чучхе | Григоріанський рік | Танґунський рік | Подія                                                     |
| --------- | ------------------ | --------------- | --------------------------------------------------------- |
| 1         | 1912               | 4245            | Народження Кім Ір Сена                                    |
| 8         | 1919               | 4252            | Рух 1 березня проти японського панування                  |
| 30        | 1941               | 4274            | Народження Кім Чен Іра (за даними СРСР)                   |
| 31        | 1942               | 4275            | Народження Кім Чен Іра (за даними Північної Кореї)        |
| 34        | 1945               | 4278            | Визволення Кореї з під японського панування               |
| 37        | 1948               | 4281            | Заснування Північної Кореї                                |
| 39–42     | 1950–1953          | 4283–4286       | Корейська війна                                           |
| 71        | 1982               | 4315            | Народження Кім Чен Ина (за даними Північної Кореї)        |
| 72        | 1983               | 4316            | Народження Кім Чен Ина (за даними Південної Кореї та США) |
| 83        | 1994               | 4327            | Смерть Кім Ір Сена                                        |
| 83–87     | 1994–1998          | 4327–4331       | Голод у Північній Кореї (Важкий похід)                    |
| 86        | 1997               | 4330            | Започаткування календаря чучхе                            |
| 100       | 2011               | 4344            | Смерть Кім Чен Іра                                        |
| 113       | 2024               | 4357            | Минулий рік                                               |
| 114       | 2025               | 4358            | Поточний рік                                              |
| 115       | 2026               | 4359            | Наступний рік                                             |